# Jerónimo Sánchez Borguella
Jerónimo Sánchez Borguella (Murcia, 14 de octubre de 1828-Madrid, 2 de agosto de 1871) fue un político, funcionario, empresario y periodista español, diputado durante el Sexenio Democrático.

## Biografía
Habría nacido en Murcia el 14 de octubre de 1828. Fundó en Badajoz y dirigió dos años El Iris, revista de intereses morales y materiales (1862-64). Se cuenta que en 1866 habría tomado parte activa en los sucesos del cuartel de San Gil y que publicó el periódico La Honra Nacional y El Boletín Revolucionario, para finalmente participar en la Revolución de 1868. Obtuvo escaño de diputado en las elecciones de 1869 por el distrito de Badajoz. Falleció en Madrid el 2 de agosto de 1871.